# Mosara (geslacht)
Mosara is een geslacht van vlinders van de familie spinneruilen (Erebidae), uit de onderfamilie Calpinae.

## Soorten
- M. apicalis Walker, 1855